# Saint-Pompont
Saint-Pompont, anche conosciuto come Saint-Pompon, è un comune francese di 452 abitanti situato nel dipartimento della Dordogna nella regione della Nuova Aquitania.

## Società

### Evoluzione demografica
Abitanti censiti